# 茨城県道5号竜ヶ崎潮来線

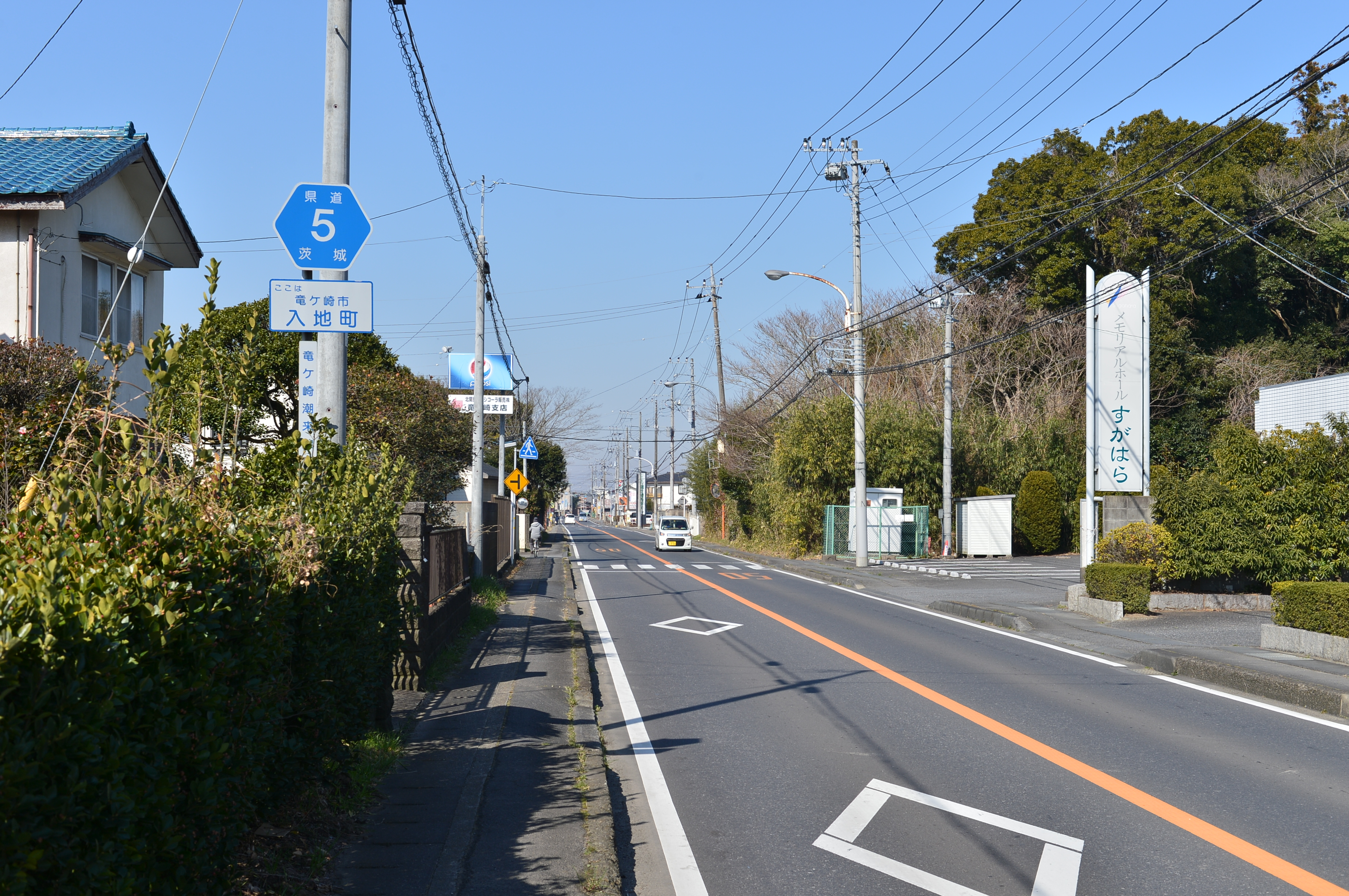
茨城県道5号竜ヶ崎潮来線
龍ケ崎市入地町（2016年2月）

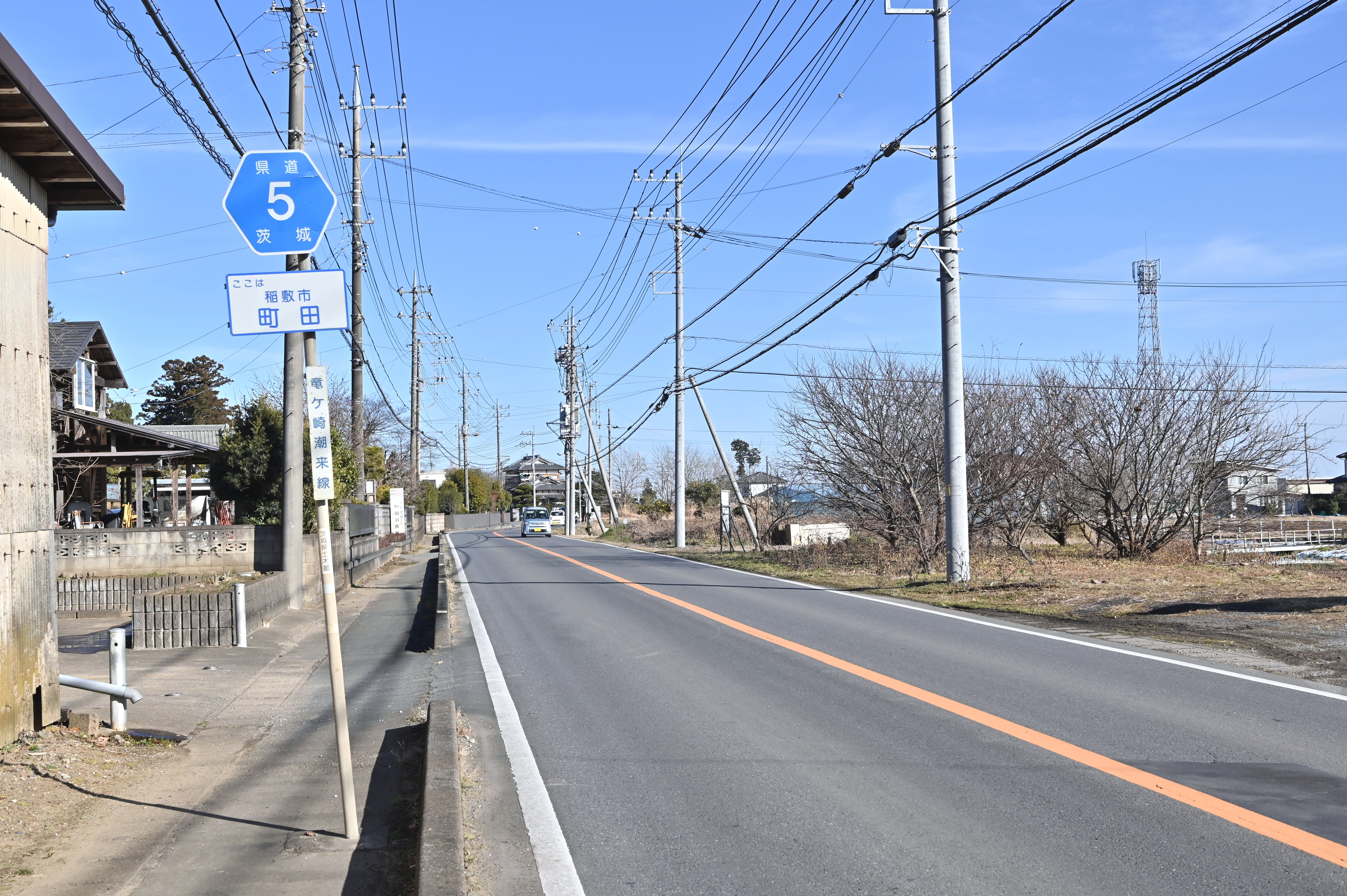
稲敷市町田（2022年1月）

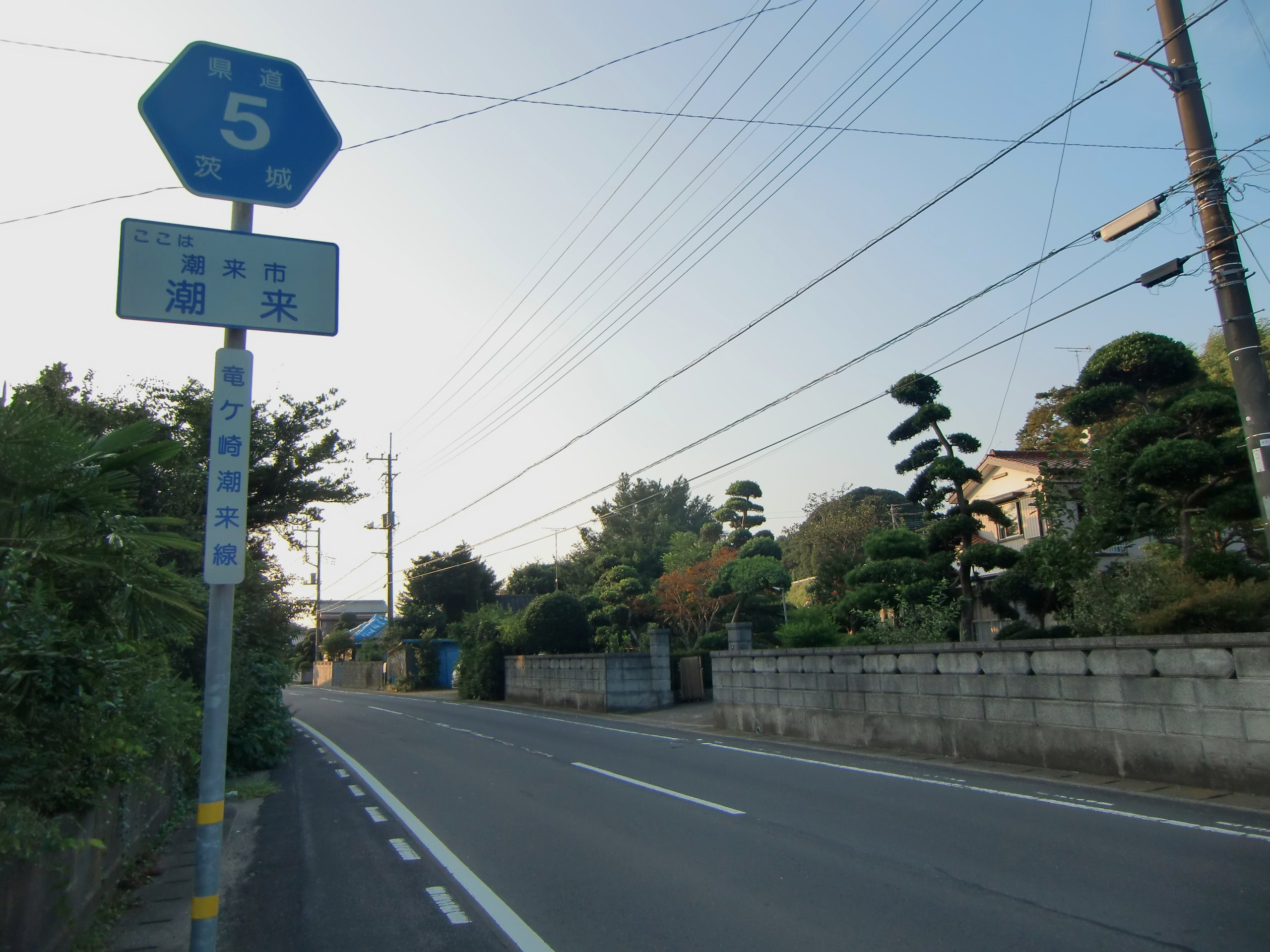
潮来市潮来（2011年9月）

茨城県道5号竜ヶ崎潮来線（いばらきけんどう5ごう りゅうがさきいたこせん）は、茨城県龍ケ崎市から稲敷市を経て、潮来市に至る長距離県道（主要地方道）である。

## 概要
茨城県龍ケ崎市のJR龍ケ崎市駅西口側にある茨城県道208号長沖藤代線交点（小通幸谷交差点）を起点として東方向へ進み、龍ケ崎市街地 - 稲敷市新利根地区・東地区 - 潮来市牛堀市街地 を経て、 同市大字曲松南の国道51号交点（曲松交差点）を終点とする県道路線。稲敷市から潮来市にかけて他路線との重用区間で、稲敷市幸田 - 北田 - 潮来市永山間は国道125号・国道51号と重複する。

### 路線データ
- 起点：茨城県龍ケ崎市小通幸谷町字中通264番地の1地先（茨城県道208号長沖藤代線交点＝小通幸谷交差点）[1]
- 終点：茨城県潮来市大字曲松南726-3地先（国道51号交点＝曲松交差点）[2]
- 総延長：64.971 km[3]
- 重用延長：29.097 km[3]
- 未供用延長：なし[3]
- 実延長：35.874 km[3]
- 自動車交通不能区間延長[注釈 1]：なし[3]

## 歴史
1954年（昭和29年）1月に建設省（当時）で主要地方道を指定する告示が出されたのを受け、1954年（昭和29年）9月1日、茨城県では道路法（昭和27年6月10日法律第180号）第7条の規定に基き主要地方道を一次認定した23路線の内の一つで、起点を竜ケ崎市、終点を行方郡潮来町とする路線が県道竜ヶ崎潮来線である。1995年（平成7年）に整理番号5となり現在に至る。

### 年表
- 1920年（大正9年）4月1日：現在の路線の前身である県道水海道竜ヶ崎線、県道江戸崎竜ヶ崎線が路線認定される[4]。
- 1930年（昭和5年）2月11日：同じく県道船戸竜ヶ崎線が路線認定される[5]。
- 1954年（昭和29年）9月1日：現在の路線が茨城県告示第862号において県道竜ヶ崎潮来線として路線認定される[6]。
- 1960年（昭和35年）12月14日：全区間（竜ケ崎市小通幸谷の1級国道6号線分岐 - 行方郡潮来町大字潮来2丁目）が供用開始される[7]。
- 1964年（昭和39年）5月1日
  - 竜ケ崎市内の道路改良により、起点を竜ケ崎市小通幸谷町字北浦（文巻橋東詰） から、小通幸谷町字中通（小通幸谷交差点）に付け替えて、常磐線の跨線橋を供用開始[1]。
  - 竜ケ崎市八千代町字中野原 - 同字宮下前の八千代集落を迂回する道路改良バイパス（900 m）を供用開始[8]。
  - 竜ケ崎市半田町 - 稲敷郡新利根村大字柴崎（5.0 km）を線形・道路改良、供用開始[9]。
- 1971年（昭和46年）9月9日：竜ケ崎市米町（竜ヶ崎駅前交差点） - 同市大徳町（大徳交差点）のルートを、旧市街地から北側に並行する現在の新ルートに変更[10]。
- 1974年（昭和49年）9月2日：竜ケ崎市川原代町（六ツ谷交差点） - 同市寺後町（市役所前交差点）間の経路を、竜ヶ崎駅前・姫宮交差点から馴柴東交差点経由にルート変更[11]。
- 1985年（昭和60年）12月26日：潮来町内の都市計画街路（潮来町大字潮来 - 潮来駅前経由 - 大字大州（水郷有料道路交点）、延長3.243 km）を県道編入、供用開始される[12]。
- 1988年（昭和63年）6月20日：稲敷郡新利根村大字柴崎地内のバイパスの一部区間を供用開始[13]。
- 1991年（平成3年）1月14日：潮来町大字潮来字浅間下（一般県道潮来佐原線交点） - 大字延方字白幡甲（現曲松南、国道51号・曲松交差点）の付け替え道路となる潮来町道 (3.543 km) を編入し、起点位置が潮来町洲崎の水郷有料道路交点から国道51号交点（曲松南）に移る[2][14]。
- 1993年（平成5年）5月11日 - 建設省から、県道竜ヶ崎潮来線が竜ヶ崎潮来線として主要地方道に指定される[15]。
- 1994年（平成6年）5月6日：新利根村大字伊佐津 - 大字下太田のバイパスの一部区間が開通[16]。
- 1995年（平成7年）
  - 3月30日：整理番号15から現在の番号（整理番号5）に変更される[17]。
  - 8月7日：稲敷郡新利根村大字伊佐津 - 大字下太田のバイパスの一部区間 (0.5 km) が開通[18][19]。
- 2001年（平成13年）3月1日：茨城県龍ケ崎市小通幸谷町 - 稲敷郡新利根町大字角崎の区間が、通行する車両の最大重量限度25トンの道路に指定される[20]。
- 2001年（平成13年）9月10日：稲敷郡新利根町大字柴崎の一部バイパス道路（約1.36 km）が開通する[21][19]。
- 2004年（平成10年）3月9日：新利根町大字下太田のバイパス新設区間延伸 (1.354 km) の道路区域が決定する[22]。
- 2011年（平成23年）4月1日：龍ケ崎市小通幸谷町 - 同市川原代町間を最大重量限度25トンの道路の指定を解除[23]。
- 2017年（平成29年）7月10日：稲敷市下太田 - 稲敷市小野のバイパス区間の一部（0.46 km）を供用開始[24][19]。
- 2023年（令和5年）4月1日：稲敷市柴崎（角崎交差点） - 同市寺内（工業団地内）を、通行する車両の総重量の最高限度25トンの道路に指定[25]。

## 路線状況
龍ケ崎市川原代町 六ッ谷交差点 - 稲敷市角崎（国道408号）の約12 km区間は、車両制限令で指定されている重さ指定道路で、通行する車両の最大重量限度25トンに指定されている。
道路法の規定に基づき、龍ケ崎市馴柴町（馴柴東交差点） - 同市大徳町（竜ケ崎地方卸売市場）間と、稲敷市角崎（角崎交差点） - 同市幸田（幸田交差点）間および、潮来市上戸（上戸交差点） - 同市潮来（一般県道潮来佐原線交差）間は、緊急輸送道路として機能を維持するため、災害発生時の被害拡大防止を目的に道路用地内に電柱を建てることが制限されている。

### バイパス
- 竜ヶ崎潮来線バイパス
稲敷市柴崎から同市下太田までの東西区間を現道の北側に並行して計画されているバイパス道路で、幅員14 - 18 m（車道部6.5 m/2車線）。平成5年度より事業化されて、2020年現在、稲敷市柴崎から下太田工業団地までの約2.7 km区間が部分供用されている[19]。現道の狭小区間解消して交通機能の安全性と利便性向上を目的として整備が進められている[27]。

### 重複区間
- 国道125号（稲敷市幸田 幸田交差点 - 同市西代 北田交差点）
- 茨城県道2号水戸鉾田佐原線（稲敷市西代の信号無交差点 - 潮来市 永山交差点）
- 国道51号（稲敷市境島 境島交差点 - 潮来市永山 永山交差点）

### 道路施設
- 六ツ谷橋（江川、龍ケ崎市川原代町）
- 愛宕歩道橋（龍ケ崎市馴柴町）
- 大徳橋（大正堀川、龍ヶ崎市大徳町 - 八代町）
- 柴崎歩道橋（新利根小・中学校前、稲敷市柴崎）
- 西小学校前歩道橋（あずま西小学校前、稲敷市市崎 - 福田）

## 地理

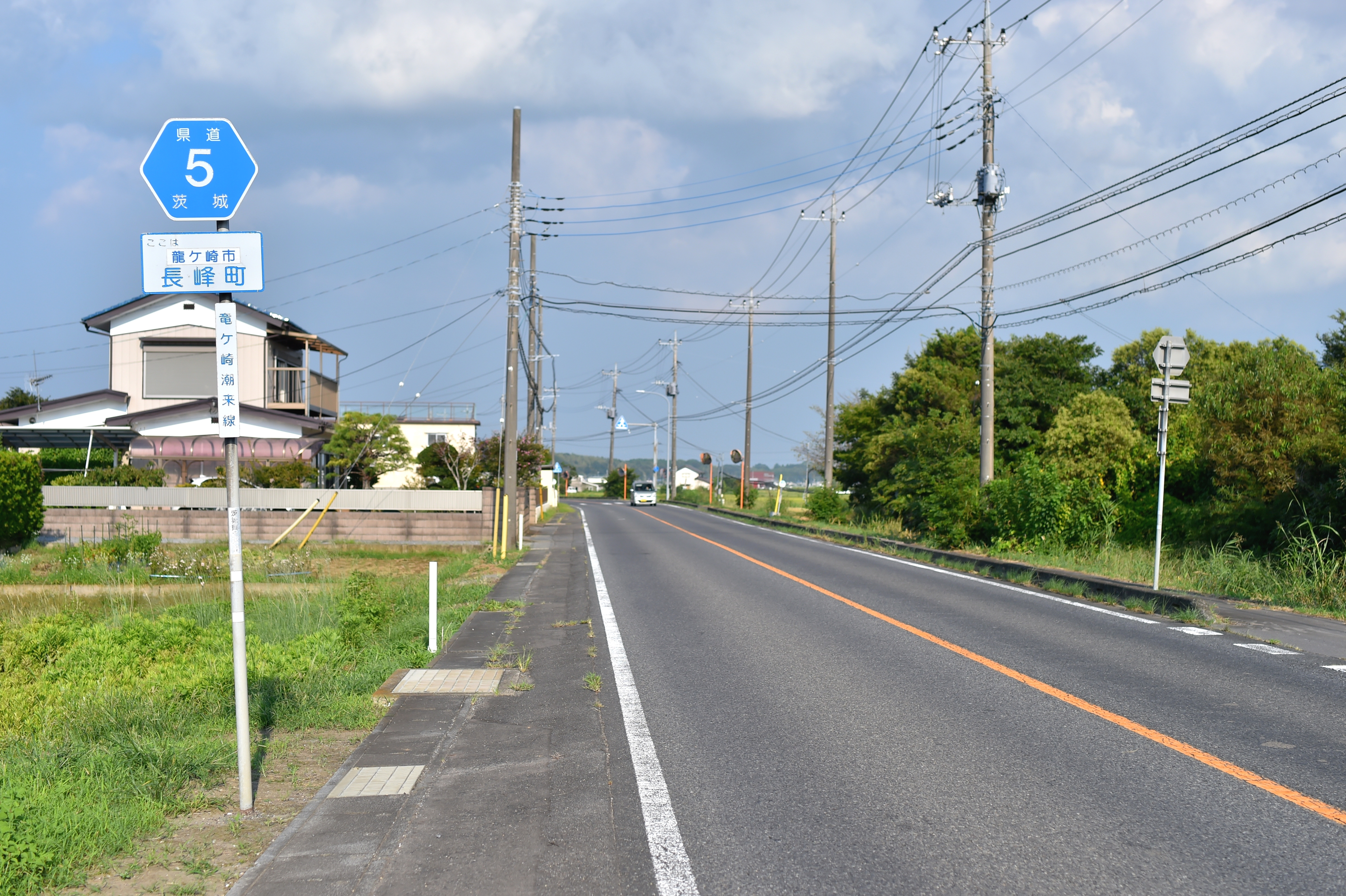
龍ケ崎市長峰町（2024年9月）

### 通過する自治体
- 茨城県
  - 龍ケ崎市 - 稲敷市 - 潮来市

### 交差する道路
- 茨城県道48号土浦竜ヶ崎線（龍ケ崎市馴柴町 馴柴東交差点）
- 茨城県道4号千葉竜ヶ崎線（同上）
- 茨城県道121号河内竜ケ崎線（龍ケ崎市 市役所前交差点）
- 茨城県道34号竜ヶ崎阿見線（龍ケ崎市田町 大統寺前交差点）
- 茨城県道121号河内竜ケ崎線バイパス（龍ケ崎市大徳町 大徳交差点）
- 茨城県道68号美浦栄線バイパス（龍ケ崎市八代町）
- 茨城県道243号八代庄兵衛新田線（龍ケ崎市八代町）
- 茨城県道68号美浦栄線（龍ケ崎市半田町 半田町交差点）
- 国道408号（稲敷市角崎 角崎交差点）
- 茨城県道103号江戸崎下総線（稲敷市桑山）
- 国道125号（稲敷市幸田 - 同市西代 北田交差点）※重複
- 茨城県道107号江戸崎神崎線（稲敷市幸田）
- 国道51号（稲敷市西代 北田交差点、稲敷市境島 境島交差点 ‐ 潮来市永山 永山交差点）※重複
- 茨城県道2号水戸鉾田佐原線（稲敷市西代の信号無交差点 - 潮来市永山 永山交差点）※重複
- 国道355号（潮来市永山 永山交差点）
- 茨城県道185号繁昌潮来線（潮来市牛堀）
- 茨城県道189号大賀牛堀線（潮来市上戸）
- 茨城県道101号潮来佐原線（潮来市大字潮来）
- 茨城県道50号水戸神栖線（潮来市須賀南）

### 沿線
- JR常磐線 龍ケ崎市駅
- 関東鉄道竜ヶ崎線
- 龍ヶ崎市役所（龍ケ崎市）
- 茨城県立竜ヶ崎第二高等学校（龍ケ崎市）
- 竜ケ崎保健所（龍ケ崎市）
- 竜ヶ崎警察署（龍ケ崎市）
- 龍ケ崎市立城南中学校（龍ケ崎市大徳町）
- 稲敷市立新利根小学校（稲敷市柴崎）
- 稲敷市立あずま西小学校（稲敷市福田）